# Changé (Sarthe)
Pour les articles homonymes, voir Changé.
Ne doit pas être confondu avec Changé (Eure-et-Loir) ou Changé (Mayenne).
Changé est une commune française, située dans le département de la Sarthe en région Pays de la Loire, peuplée de 6 803 habitants (les Changéens).
La commune fait partie de la province historique du Maine, et se situe dans le Haut-Maine (Maine roux).

## Géographie
Changé, à 7 km à l'est du Mans, longtemps à l'écart des grands axes de circulation, a gardé un certain caractère rural. On y recense encore 91 exploitations agricoles et maraîchères (mais moins de 10 sont déclarées activité principale du chef d'exploitation).
Au centre des 3 505 hectares de la commune, le bourg rassemble presque tous les commerces de proximité et de nombreux artisans. Hors du bourg le long de la RN 23, les trois zones artisanales des Ravalières, du Perquoi et récemment de la Chenardière (achetée par la communauté de communes du Sud-Est du Pays Manceau) regroupent une cinquantaine d'entreprises dynamiques.
Le doublement de la déviation de la route de Paris - Angers par l'est du Mans et le passage prochain de l'autoroute Calais - Bayonne mettent Changé au centre des nœuds routiers de la région mancelle.

### Communes limitrophes
| Yvré-l'Évêque | Yvré-l'Évêque             | Champagné            |
| Le Mans       | Changé                    | Saint-Mars-la-Brière |
| Ruaudin       | Ruaudin, Parigné-l'Évêque | Parigné-l'Évêque     |

### Climat
Pour des articles plus généraux, voir Climat des Pays de la Loire et Climat de la Sarthe.
En 2010, le climat de la commune est de type climat océanique dégradé des plaines du Centre et du Nord, selon une étude du CNRS s'appuyant sur une série de données couvrant la période 1971-2000. En 2020, Météo-France publie une typologie des climats de la France métropolitaine dans laquelle la commune est dans une zone de transition entre le climat océanique et le climat océanique altéré et est dans la région climatique  Moyenne vallée de la Loire, caractérisée par une bonne insolation (1 850 h/an) et un été peu pluvieux. 
Pour la période 1971-2000, la température annuelle moyenne est de 11,2 °C, avec une amplitude thermique annuelle de 14,4 °C. Le cumul annuel moyen de précipitations est de 683 mm, avec 11,3 jours de précipitations en janvier et 6,8 jours en juillet. Pour la période 1991-2020, la température moyenne annuelle observée sur la station météorologique de Météo-France la plus proche, sur la commune du Mans à 7 km à vol d'oiseau, est de 12,4 °C et le cumul annuel moyen de précipitations est de 693,4 mm,. Pour l'avenir, les paramètres climatiques de la commune estimés pour 2050 selon différents scénarios d'émission de gaz à effet de serre sont consultables sur un site dédié publié par Météo-France en novembre 2022.
| Mois                                  | jan.             | fév.           | mars           | avril           | mai             | juin           | jui.           | août           | sep.            | oct.            | nov.           | déc.           | année     |
| ------------------------------------- | ---------------- | -------------- | -------------- | --------------- | --------------- | -------------- | -------------- | -------------- | --------------- | --------------- | -------------- | -------------- | --------- |
| Température minimale moyenne (°C)     | 2,7              | 2,2            | 4              | 6               | 9,7             | 12,9           | 14,6           | 14,3           | 11,2            | 8,8             | 5,2            | 2,9            | 7,9       |
| Température moyenne (°C)              | 5,5              | 5,9            | 8,7            | 11,3            | 14,9            | 18,2           | 20,3           | 20,1           | 16,7            | 13              | 8,6            | 5,9            | 12,4      |
| Température maximale moyenne (°C)     | 8,4              | 9,7            | 13,3           | 16,6            | 20,1            | 23,6           | 26             | 26             | 22,2            | 17,2            | 11,9           | 8,8            | 17        |
| Record de froid (°C) date du record   | −18,2 17.01.1987 | −17 15.02.1956 | −11,3 01.03.05 | −4,9 07.04.1956 | −3,7 07.05.1957 | 1,6 04.06.1975 | 3,9 08.07.1954 | 3,2 15.08.1956 | −0,5 21.09.1952 | −5,4 29.10.1947 | −12 23.11.1956 | −21 29.12.1964 | −21 1964  |
| Record de chaleur (°C) date du record | 17,2 27.01.03    | 21,8 27.02.19  | 25,6 31.03.21  | 30,3 17.04.1945 | 32,4 27.05.05   | 39,7 18.06.22  | 41,1 25.07.19  | 40,5 06.08.03  | 35 14.09.20     | 30,1 02.10.23   | 22,2 01.11.15  | 18,3 07.12.00  | 41,1 2019 |
| Ensoleillement (h)                    | 65               | 936            | 1 392          | 180             | 2 066           | 2 207          | 2 329          | 2 261          | 1 852           | 1 178           | 75             | 665            | 18 085    |
| Précipitations (mm)                   | 65,9             | 49,1           | 52,2           | 51,1            | 63,2            | 55,1           | 49,4           | 49             | 50,8            | 65,5            | 67,1           | 75             | 693,4     |

## Urbanisme

### Typologie
Au 1er janvier 2024, Changé est catégorisée bourg rural, selon la nouvelle grille communale de densité à sept niveaux définie par l'Insee en 2022.
Elle appartient à l'unité urbaine du Mans, une agglomération intra-départementale regroupant 19  communes, dont elle est une commune de la banlieue,,. Par ailleurs la commune fait partie de l'aire d'attraction du Mans, dont elle est une commune de la couronne,. Cette aire, qui regroupe 144 communes, est catégorisée dans les aires de 200 000 à moins de 700 000 habitants,.

### Occupation des sols
L'occupation des sols de la commune, telle qu'elle ressort de la base de données européenne d’occupation biophysique des sols Corine Land Cover (CLC), est marquée par l'importance des territoires agricoles (54,4 % en 2018), en diminution par rapport à 1990 (60,3 %). La répartition détaillée en 2018 est la suivante : 
prairies (39,4 %), forêts (30,6 %), zones urbanisées (14,8 %), terres arables (13,1 %), zones agricoles hétérogènes (1,9 %), espaces verts artificialisés, non agricoles (0,3 %). L'évolution de l’occupation des sols de la commune et de ses infrastructures peut être observée sur les différentes représentations cartographiques du territoire : la carte de Cassini (XVIIIe siècle), la carte d'état-major (1820-1866) et les cartes ou photos aériennes de l'IGN pour la période actuelle (1950 à aujourd'hui).

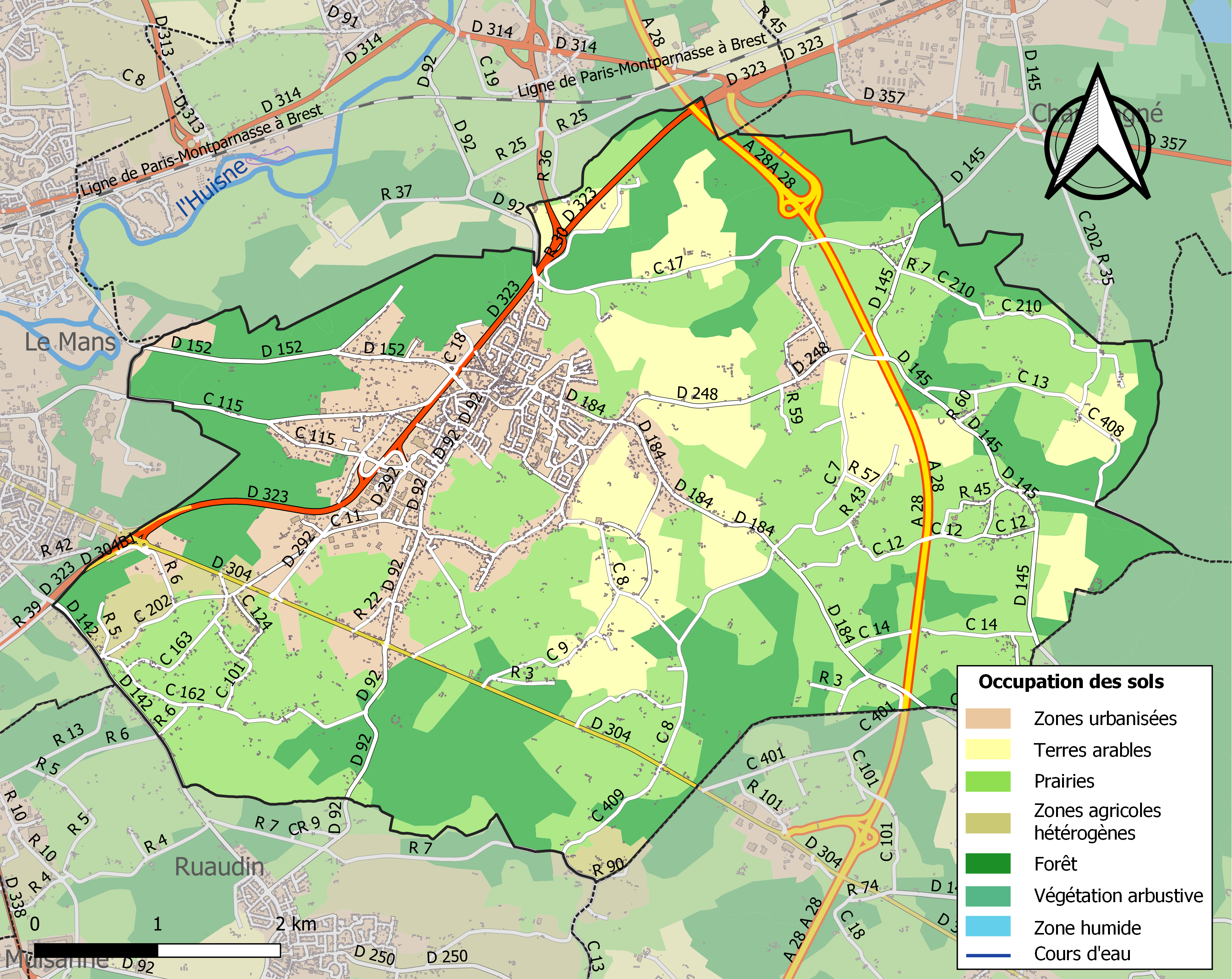
Carte des infrastructures et de l'occupation des sols de la commune en 2018 (CLC).

## Histoire
Des traces d'occupation humaine sont attestées dès l'époque romaine sur le territoire de la commune, mais il faut attendre l'époque carolingienne pour que le nom de Changé (Cangiacus, Changeium, Changium justa cenomanium) apparaisse sur les vieux parchemins des archives départementales.

## Politique et administration

### Liste des maires
Le conseil municipal est composé de vingt-neuf membres dont le maire et huit adjoints.

## Démographie
L'évolution du nombre d'habitants est connue à travers les recensements de la population effectués dans la commune depuis 1793. Pour les communes de moins de 10 000 habitants, une enquête de recensement portant sur toute la population est réalisée tous les cinq ans, les populations de référence des années intermédiaires étant quant à elles estimées par interpolation ou extrapolation. Pour la commune, le premier recensement exhaustif entrant dans le cadre du nouveau dispositif a été réalisé en 2006.
En 2022, la commune comptait 6 803 habitants, en évolution de +5,26 % par rapport à 2016 (Sarthe : −0,25 %, France hors Mayotte : +2,11 %).
La population de la commune s'accroit très rapidement (environ 200 habitants en plus chaque année), sa proximité avec Le Mans et les grands axes de communication a largement contribué à son développement. Changé est en train de devenir un centre économique important, une ville de proche banlieue du mans et un village attractif.
| 1793  | 1800  | 1806  | 1821  | 1831  | 1836  | 1841  | 1846  | 1851  |
| ----- | ----- | ----- | ----- | ----- | ----- | ----- | ----- | ----- |
| 2 060 | 1 742 | 2 133 | 2 411 | 2 726 | 2 815 | 2 881 | 2 822 | 2 887 |

| 1856  | 1861  | 1866  | 1872  | 1876  | 1881  | 1886  | 1891  | 1896  |
| ----- | ----- | ----- | ----- | ----- | ----- | ----- | ----- | ----- |
| 2 762 | 2 751 | 2 762 | 2 544 | 2 514 | 2 371 | 2 425 | 2 355 | 2 270 |

| 1901  | 1906  | 1911  | 1921  | 1926  | 1931  | 1936  | 1946  | 1954  |
| ----- | ----- | ----- | ----- | ----- | ----- | ----- | ----- | ----- |
| 2 320 | 2 246 | 2 119 | 2 046 | 2 074 | 2 028 | 2 190 | 2 412 | 2 475 |

| 1962  | 1968  | 1975  | 1982  | 1990  | 1999  | 2006  | 2011  | 2016  |
| ----- | ----- | ----- | ----- | ----- | ----- | ----- | ----- | ----- |
| 2 754 | 2 989 | 3 684 | 4 072 | 4 428 | 5 200 | 5 651 | 6 289 | 6 463 |

| 2021  | 2022  | - | - | - | - | - | - | - |
| ----- | ----- | - | - | - | - | - | - | - |
| 6 686 | 6 803 | - | - | - | - | - | - | - |

## Économie
- Zone d'activité de Changé.

## Personnalités liées
- Mathurin Julien Dalibourg (1742 à Changé - 1817), homme politique.
- André Lebert (1864-1942), homme politique, maire de Changé de 1903 à 1942.

## Lieux et monuments

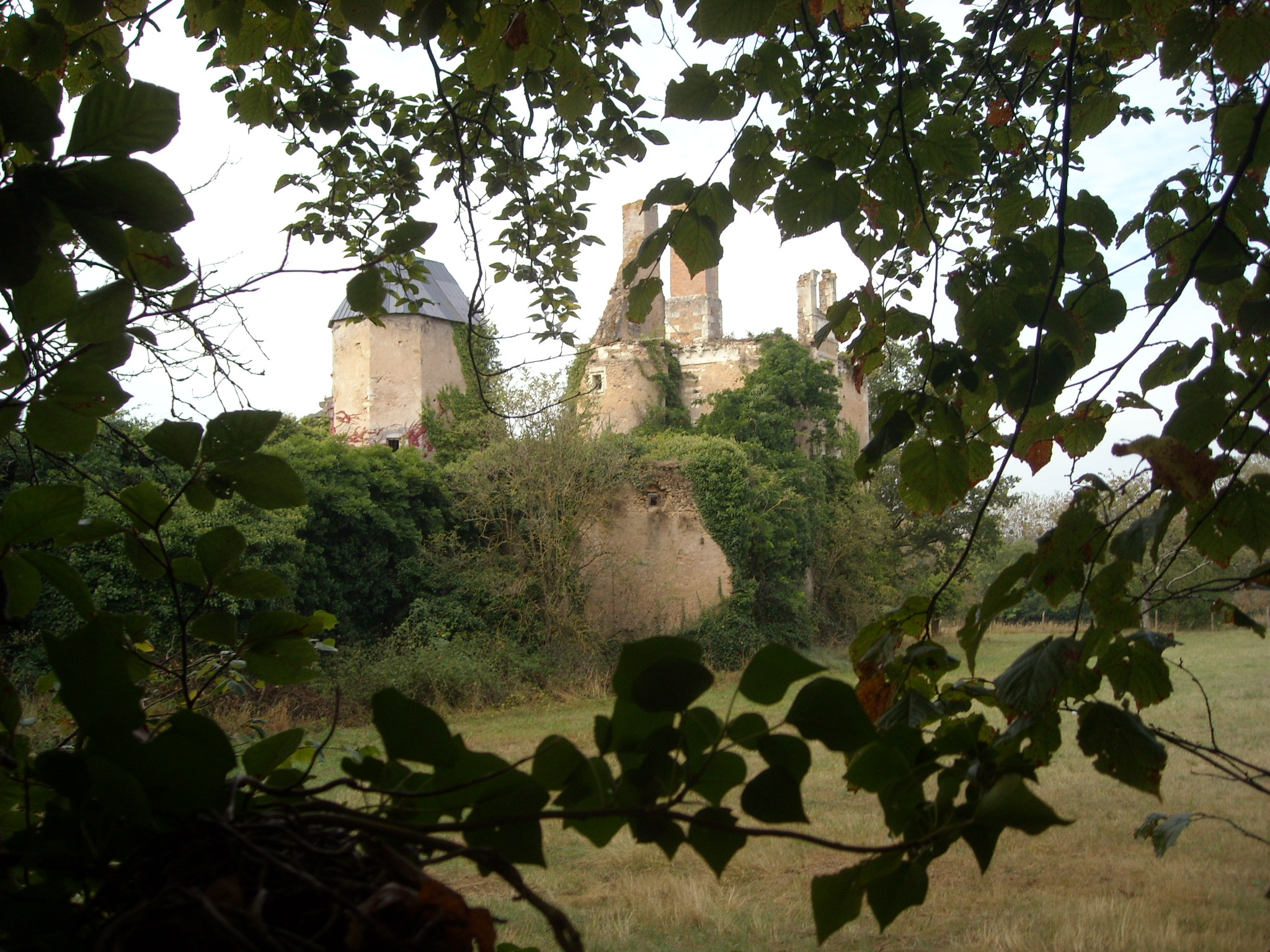
Les ruines du château de la Buzardière.

- Le château de la Buzardière, du XVe siècle, fait l'objet d'une inscription au titre des Monuments historiques depuis le 13 avril 1928[23] (domaine privé).
- Église Saint-Martin. Pour ses parties les plus anciennes, l’église, dédiée à saint Martin, date du XIe siècle. Les transepts furent construits au XVe et elle fut agrandie au XVIIIe. Depuis l’orage du 10 août 1893, le clocher avait perdu sa flèche élancée et la commune n’avait pas eu les moyens de le reconstruire en état. Le 8 août 1944, il explosait sous un obus américain. Ce n’est qu’en 1950, qu’il fut complètement restauré[16].
- Bois de Changé.
- Butte des Rossays (point culminant de la commune).

## Activité et manifestations

### Sports
Le Club sportif de Changé fait évoluer une équipe masculine et deux équipes féminines de football en ligue du Maine et trois autres équipes masculines en divisions de district.

### Manifestations
- Le trail de Fou en octobre autour de la butte des Rossays organisé depuis 2007. L'édition 2010 verra l'organisation d'un « Vétathlon » (course à pied + course VTT)[25].

### Jumelages
- Ludwigsau (Allemagne) depuis 1997.